# Charles Villiers Stanford

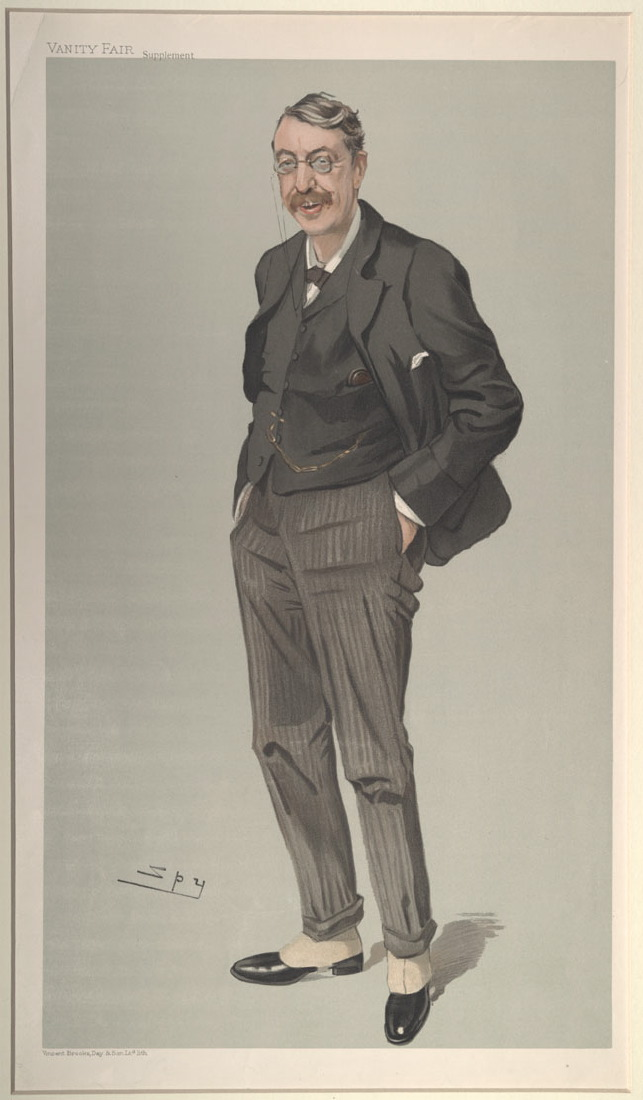
Ilustração de 1905 de Stanford.

Charles Villiers Stanford (30 de setembro de 1852 – 29 de março de 1924) foi um compositor clássico irlandês, professor de música e regente. Nascido numa família abastada e de forte vínculo musical de Dublin, Stanford foi educado na Universidade de Cambridge antes de estudar música na Escola Superior de música e arte dramática Felix Mendelssohn Bartholdy e também em Berlim.

## Vida
Foi um compositor irlandês, professor de música e maestro da era romântica tardia. Nascido em uma família abastada e altamente musical em Dublin, Stanford foi educado na Universidade de Cambridge antes de estudar música em Leipzig e Berlim. Ele foi fundamental para elevar o status da Sociedade Musical da Universidade de Cambridge, atraindo estrelas internacionais para se apresentarem com ela.
Enquanto ainda era estudante de graduação, Stanford foi nomeado organista do Trinity College, Cambridge. Em 1882, aos 29 anos, foi um dos professores fundadores do Royal College of Music, onde lecionou composição pelo resto da vida. A partir de 1887, ele também foi professor de música em Cambridge. Como professor, Stanford era cético quanto ao modernismo e baseava sua instrução principalmente nos princípios clássicos exemplificados na música de Brahms. Entre seus alunos estavam compositores em ascensão cuja fama ultrapassou a sua própria, como Gustav Holst e Ralph Vaughan Williams. Como maestro, Stanford ocupou cargos no Coro de Bach e no Festival de música trienal de Leeds.
Stanford compôs um número substancial de obras para concertos, incluindo sete sinfonias, mas suas peças mais lembradas são suas obras corais para apresentações na igreja, compostas principalmente na tradição anglicana. Ele foi um compositor de ópera dedicado, mas nenhuma de suas nove óperas completas perdurou no repertório geral. Alguns críticos consideraram Stanford, juntamente com Hubert Parry e Alexander Mackenzie, como responsáveis por um renascimento da música nas Ilhas Britânicas. No entanto, após seu notável sucesso como compositor nas últimas duas décadas do século 19, sua música foi eclipsada no século pela de Edward Elgar, bem como por ex-alunos.

## Operas
- The Veiled Prophet (1877, perf. 1881)
- Savonarola (1883, perf. 1884)
- The Canterbury Pilgrims (1883, perf. 1884)
- The Miner of Falun (1888 Ato I apenas; abandonado, não publicado)
- Lorenza, Op. 55 (1894, não executado, não publicado)
- Shamus O'Brien, Op. 61 (1895, perf. 1896)
- Christopher Patch, the Barber of Bath, Op. 69 (1897, não executado)
- Much Ado About Nothing or The Marriage of Hero, Op. 76a (1900, perf. 1901)
- The Critic, or An Opera Rehearsed, Op. 144 (1915, perf. 1916)
- The Travelling Companion, Op. 146 (1916, perf. posth. 1925)

## Trabalhos orquestrados

### Sinfonias
- Nº 1 em Si bemol maior (1876)
- Nº 2 em ré menor, "Elegiac" (1882)
- No. 3 em Fá menor, "Irlandês", Op. 28 (1887)
- No. 4 em Fá maior, op. 31 (1888)
- Nº 5 em Ré maior, "L'Allegro ed il Pensieroso", op. 56 (1894)
- Nº 6 em Mi bemol maior, "In Memoriam GF Watts ", op. 94 (1905)
- Nº 7 em ré menor, op. 124 (1911)

### Concertos
- Concerto para piano em si bemol maior, WoO (no início - no. "0") (1874)
- Concerto para violino em Ré maior, WoO (início, 1875)
- Concerto para violoncelo em ré menor, WoO (1879/1880)
- Suite em ré para violino e orquestra, op. 32
- Concerto para piano nº 1 em sol maior, op. 59
- Variações de concerto sobre um tema inglês "Down Between the Dead Men" para piano e orquestra em dó menor, op. 71
- Concerto para violino em Ré maior, op. 74
- Concerto para clarinete em lá menor, op. 80 (1902)
- Concerto para piano nº 2 em dó menor, op. 126 (1911)
- Concerto para violino nº 2 em sol menor, Op.162 (1918; inacabado, orquestrado por Jeremy Dibble )
- Concerto para piano nº 3 em mi bemol maior, op. 171 (1919; inacabado, orquestrado por Geoffrey Bush )
- Variações para violino e orquestra, Op, 180 (1921)
- Peça de concerto para órgão e orquestra, op. 181 (1921)

### Rapsódias irlandesas
- Rapsódia irlandesa para orquestra nº 1 em ré menor, op. 78
- Rapsódia irlandesa para orquestra nº 2 em Fá menor, op. 84 ("O Lamento pelo Filho de Ossian")
- Rapsódia irlandesa para violoncelo e orquestra No. 3, op. 137
- Rapsódia irlandesa para orquestra nº 4 em lá menor, op. 141 ("O Pescador de Loch Neagh e o que ele viu")
- Rapsódia irlandesa para orquestra nº 5 em sol menor, op. 147
- Rapsódia irlandesa para violino e orquestra No. 6, op. 191

### Outras obras orquestrais
- Marcha fúnebre 'O Martírio'
- Oedipus Rex, música incidental, op. 29

## Trabalhos de coral

### Hinos e motetos
- Pater Noster (1874)
- And I saw another Angel (Op. 37, No. 1) (1885)
- If thou shalt confess (Op. 37, No. 2) (1885)
- Three Latin Motets (Op. 38, published 1905)
  - Beati quorum via
  - Coelos ascendit hodie
  - Justorum animae
- Ye Choirs of New Jerusalem (Op. 123, 1911)
- Eternal Father (Op.135)
- For lo, I raise up (Op. 145)
- The Lord is my Shepherd (1886)
- Why seek ye the living? (c. 1890)
- Engelberg (1904)
- 'How beauteous are their feet' (1923)

### Serviços
- Manhã, tarde e comunhão serviços :
  - Si bemol maior (Op. 10)
  - Lá maior (Op. 12)
  - Fá maior (Op. 36)
  - Sol maior (Op. 81)
  - Dó maior (Op. 115)
  - Festal Communion Service B bemol maior (Op. 128) (1910/11)
  - Ré maior para Coro Uníssono (1923)
- Configurações de dimittis Magnificat e Nunc :
  - Mi bemol maior (1873; publ. 1996)
  - Fá maior ( Queens ' Service) (1872; editado Ralph Woodward e publ. 1995)
  - no 2º e 3º Modos Gregorianos (1907)
  - Maior (Op. 12)
  - Si bemol maior (Op. 10)
  - Dó maior (Op. 115)
  - Sol maior (Op. 81)
- Magnificat em si bemol maior para coro duplo desacompanhado, op. 164 (setembro de 1918): dedicado à memória de Parry

### Part-Songs
- 4 partes de canções para SATB, op. 47 (1892)
  - Vento suave
  - Canta heigh ho
  - Airly Beacon
  - A tumba do cavaleiro
- 4 partes-canções, para vozes masculinas TTBB, op. 106
  - Folhas de outono
  - Loucura do amor
  - Para seus rebanhos
  - Fair Phyllis
- 4 Part-Songs, para SATB (também para SSAA) Op. 110
  - Dia dos Namorados
  - Dirge
  - As fadas
  - Heráclito
- 3 Part-Songs, para SATB Op. 111
  - Canção de um amante
  - O Louvor da Primavera
  - O amante paciente
- 8 Part-Songs for SATB, Op. 119 (para poemas de Mary Coleridge )
  - A bruxa
  - Adeus minha alegria
  - O pássaro azul
  - O trem
  - The Inkbottle
  - A Andorinha
  - Chillingham
  - Meu coração no teu
- 8 Part-Songs for SATB, Op. 127 (para poemas de Mary Coleridge)
  - Atormentado
  - Veneta
  - Quando Mary thro 'o jardim foi
  - The Haven
  - O convidado
  - Larghetto
  - Wilderspin
  - Para uma árvore

### Diversos
- On Time, Choral Song para coro duplo desacompanhado, op. 142 Poema de John Milton
- Seis Pastorais Elisabetanos para SATB, Op. 49
  - Para seus rebanhos
  - Corydon, levante-se!
  - Diafenia
  - Doce amor para mim
  - Paixão de Damon
  - Febe
- Seis Pastorais Elisabetanos para SATB (Segundo conjunto), Op. 53
  - Em uma colina cresce uma flor
  - Como Desert Woods
  - Louvada seja Diana
  - Cupido e Rosalinda
  - Ó vales sombrios
  - O gabarito do Shepherd Doron
- Seis Pastorais Elisabetanos para SATB (Terceiro conjunto), Op. 67
  - Uma canção de natal
  - O hino do pastor
  - Vamos dançar?
  - Amor nas orações
  - Da desdenhosa Daphne
  - Fogo do amor
- Seis canções populares irlandesas para SATB, op. 78
  - Oh! não respire o nome dele
  - O que a abelha é para o flow'ret
  - A meia hora da noite
  - A espada de Erin
  - Não é a lágrima
  - Oh, a visão arrebatadora

### Trabalhos para coro e orquestra
- A Ressurreição, para tenor, coro e orquestra (1875) (Palavras de Friedrich Gottlieb Klopstock)
- Elegiac Ode, Op. 21 (1884), palavras de When Lilacs Last in the Dooryard Bloom'd por Walt Whitman
- The Revenge, uma balada da frota, Op. 24 (1886) Palavras de Alfred, Lord Tennyson
- Missa em Sol maior, op. 46
- Missa 'Via Victrix 1914-1918' para soprano solo, contralto, tenor, baixo, coro, órgão e orquestra, op. 173 (1919)
- Requiem, op. 63 (1896)
- Te Deum, op. 66 (1898; escrito para o Festival de Leeds)
- Songs of the Sea para barítono solo, coro (voz mista ou masculina) ad lib. e orquestra, op. 91 (palavras de Henry Newbolt)
- Stabat Mater, "Cantata Sinfônica" para soprano solo, mezzo-soprano, tenor, baixo, coro e orquestra, Op. 96 (1906)
- Canção à Alma, para coro e orquestra, op. 97b (1913) (palavras de Walt Whitman)
- Canções da Frota para barítono solo, SATB e orquestra, op. 117 (palavras de Henry Newbolt)
- No Abbey Gate, cantata para barítono solo, SATB e orquestra, op. 177 (1921)

### Músicas para voz (s) solo e piano
- Seis músicas (Op. 19)
- 3 canções para poemas de Robert Bridges (Op. 43)
- Um ciclo de (9) canções de The Princess of Alfred, Lord Tennyson para Quarteto de vozes solo (SATB) e piano (Op. 68)
- Um idílio irlandês em seis miniaturas, palavras de "Canções dos vales de Antrim" (Corrymeela; The Fairy Lough; Cuttin 'Rushes; Johneen; A Broken Song; De volta à Irlanda) por Moira O'Neill (Op. 77)
- Canções de fé, conjunto 1 (Tennyson) (Op. 97, 1-3)
- Canções de fé, conjunto 2 ( Walt Whitman ) (Op. 97, 4-6)
- Um conjunto de canções de Leinster : 6 canções com letra de Winifred Mary Letts (Op. 140)
- Cruzando a barra Palavras de Alfred, Lord Tennyson
- La belle dame sans merci, poema de John Keats
- Um dirge da Córsega, poema traduzido do corso por Alma Strettell
- Prospice, poema de Robert Browning
- The Milkmaid's song e The Lute Song, poemas de "Queen Mary" de Alfred, Lord Tennyson
- Para Cravos, poema de Robert Herrick
- Por que tão pálido?, poema de Sir John Suckling

## Música de câmara
- Quartetos de cordas
  - Nº 1 em Sol maior, op. 44 (1891)
  - No. 2 em lá menor, op. 45 (1891)
  - No. 3 em Ré menor, op. 64 (1897)
  - No. 4 em Sol menor, op. 99 (1907)
  - Nº 5 em si bemol maior, op. 104 (1908)
  - Nº 6 em lá menor, op. 122 (1910)
  - Nº 7 em dó menor, op. 166 (1919)
  - Nº 8 em Mi menor, op. 167 (1919)
- Outros trabalhos para conjunto de cordas
  - Quinteto de cordas nº 1 em Fá maior, op. 85 para dois violinos, duas violas e violoncelo (1903)
  - Quinteto de cordas nº 2 em dó menor, op. 86 (1903)
- Trios de piano
  - Nº 1 em Mi bemol maior, op. 35 (1889)
  - No. 2 em Sol menor, op. 73 (1899)
  - No. 3 em A "Per aspera ad astra", Op. 158 (1918)
- Trabalha para violino e piano
  - Sonata nº 1 em ré maior, op. 11 (1880)
  - Sonata nº 2 em Lá maior, op. 70 (1898)
  - Sonata No. 3, op. 165 (1919)
  - Legend, WoO (1893)
  - Fantasias irlandesas, op. 54 (1894)
  - Cinco peças características, op. 93 (1905)
  - Seis esboços irlandeses, op. 154 (1917)
  - Seis peças fáceis, op. 155 (1917)
  - Five Bagatelles, Op. 183 (1921)
  - Seis Danças Irlandesas
- Outras obras para instrumento solo e piano
  - Sonata nº 1 em lá maior para violoncelo e piano, op. 9 (1878)
  - Sonata nº 2 em ré menor para violoncelo e piano, op. 39 (1893)
  - Três Intermezzi para clarinete e piano, op. 13 (1880)
  - Sonata para clarinete (ou viola) e piano, op. 129 (1912)
- Outras obras para cordas e piano
  - Quarteto de piano nº 1 em Fá maior, op. 15 (1879)
  - Quarteto de piano nº 2, op. 133 (1912)
  - Quinteto de piano em ré menor, op. 25 (1887)
- Serenata em Fá maior para Nonet, op. 95 (1906)
- Fantasy No. 1 em Sol menor para clarinete e quarteto de cordas, WoO (1921)
- Fantasy No. 2 em F maior para clarinete e quarteto de cordas, WoO (1922)
- Phantasy para quarteto de trompas e cordas em lá menor, WoO (1922)

## Música para piano
- Tocata em Dó Maior, op. 3
- Três rapsódias de 'Dante', op. 92
- Seis peças características, op. 132
- 24 Prelúdios em todas as tonalidades, Conjunto I, Op. 163
- Ballade, Op. 170
- 24 Prelúdios em todas as tonalidades, Conjunto II, Op. 179

## Música de órgão
- Prelúdios de coral (8)
- Prelúdios de coral, op. 182
- Fantasia e Toccata, op. 57 (1894, revisado em 1917)
- Fantasie on Intercessor, op. 187
- Quatro Intermezzi
- Idyl e Fantasia, op. 121
- Intermezzo em Londonderry Air, op. 189
- Prelúdio e fuga em mi menor
- Quasi una Fantasia (1921)
- Seis Prelúdios Ocasionais, 2 livros
- Seis Prelúdios, Op. 88
- Seis Prelúdios e Pós-lúdios Curtos, op. 101
- Seis Prelúdios e Pós-lúdios Curtos, op. 105
  - Sobre um tema de Orlando Gibbons Song 34: The Angels 'Song
  - Sobre um tema de Orlando Gibbons Song 22:
  - Lento
  - Sobre um tema de Orlando Gibbons Song 24:
  - Trio
  - Allegro
- Sonata No. 1, op. 149 (1917)
- Sonata "Eroica" No. 2, Op. 151 (1917)
- Sonata "Britannica" No. 3, Op. 152 (1918)
- Sonata "Celtica" No. 4, Op. 153 (1920)
- Sonata "Quasi Una Fantasia" No. 5, Op. 159 (1921)
- Fantasia Te Deum Laudamus
- Três Prelúdios e Fugas, op. 193 (1923)
- Tocata e fuga em ré menor (1907)
- Fantasie e Fuga em Ré Menor, Op. 103 (1907)